# Jaakko Yli-Juonikas
Jaakko Yli-Juonikas, (né en 1976 à Loimaa en Finlande) est un écrivain,  traducteur et critique littéraire finlandais.

## Biographie
En 2001, Jaakko Yli-Juonikas obtient un Master de l'université de Turku, puis il devient écrivain et traducteur.
En 2003, parait son premier livre Uudet uhkakuvat qui est un recueil de nouvelles à variations autour de leitmotivs de la paranoïa, de personnages et de phrases récurrentes d’une nouvelle à l'autre.  
Dans plusieurs de ces nouvelles, le personnage principal est Jaakko Yli-Juonikas, mais l'identité du ou des personnages principaux est en constante évolution.
Jaakko Yli-Juonikas parodie des discours scientifiques et politiques et met en valeur des textes d'autres auteurs.
Dans ses nouvelles il traite notamment des problèmes d'éthique de la science et de la soi-disant folie contemporaine par laquelle on explique comment la réalité sociale, les images des médias et les différents discours décrivant la réalité rendent l'individu schizophrène.
En 2009, parait son roman Valvoja et en 2011 son œuvre jumelle Uneksija.
Les ouvrages de Jaakko Yli-Juonikas ont suscité des réactions très diverses, il est reconnu par beaucoup pour son talent à renouveler la littérature finnoise.

## Ouvrages
- (fi) Uudet uhkakuvat. Novelleja!, Turku, Sammakko, 2003 (ISBN 952-5194-57-4)
- (fi) Valvoja, Helsinki, Otava, 2009 (ISBN 978-951-1-23852-2)
- (fi) Uneksija, Helsinki, Otava, 2011 (ISBN 978-951-1-25155-2)
- (fi) Neuromaani, Helsinki, Otava, 2012 (ISBN 978-951-1-25155-2)
- (fi) Vanhan merimiehen tarina, Helsinki, Otava, 2014 (ISBN 978-951-1-27834-4)
- (fi) Kyyhkysinetti, Helsinki, Otava, 2015 (ISBN 978-951-1-29069-8)

## Traductions
- William Blum  (trad. Jaakko Yli-Juonikas), Roistovaltio. Maailman ainoa supervalta [« Rogue State: A Guide to the World's Only Superpower »], Turku, Sammakko, 2002 (ISBN 952-5194-39-6)
- Noam Chomsky  (trad. Jaakko Yli-Juonikas), New York 11.9. [« 9.11 »], Turku, Sammakko, 2002 (ISBN 952-5194-40-X)
- William S. Burroughs  (trad. Jaakko Yli-Juonikas), Nisti [« Junky »], Turku, Sammakko, 2003
- Jack Kerouac  (trad. Jaakko Yli-Juonikas), Desolationin enkelit [« Desolation Angels »], Turku, Sammakko, 2003 (ISBN 952-5194-55-8)
- Michael Albert  (trad. Jaakko Yli-Juonikas), Parecon. Kapitalismin jälkeinen elämä [« Parecon: Life After Capitalism »], Turku, Sammakko, 2004 (ISBN 952-5194-58-2)

## Récompenses
- Prix Kalevi Jäntti 2011 pour Uneksija[3]
- Prix Jarkko Laine  2013 pour Neuromaani[4]
- Prix Alfred Kordelin  2014 pour son renouveau de la littérature finnoise[2]